# Ешли (Охајо)
Ешли (енгл. Ashley) град је у америчкој савезној држави Охајо.

## Демографија
По попису из 2010. године број становника је 1.330, што је 114 (9,4%) становника више него 2000. године.
| Група             | 2000.         | 2010.         |
| Белци             | 1.177 (96,8%) | 1.274 (95,8%) |
| Афроамериканци    | 12 (1,0%)     | 6 (0,5%)      |
| Азијати           | 0 (0,0%)      | 2 (0,2%)      |
| Хиспаноамериканци | 10 (0,8%)     | 20 (1,5%)     |
| Укупно            | 1.216         | 1.330         |